# Eoophyla limalis
Eoophyla limalis là một loài bướm đêm trong họ Crambidae.